# Anapa
Anapa (em russo:  Анапа) é uma cidade portuária do Krai de Krasnodar, na Rússia; Está situada na margem setentrional do Mar Negro próxima do mar de Azov. É também o centro administrativo do distrito (raion) de Anapski. Sua população era de  58.983 habitantes em 2010.
A cidade conta com um grande número de hotéis e hospitais especializados em reabilitação. Desde a queda da União Soviética sua popularidade tem aumentado muito, assim como ocorre com outras cidades russas situadas às margens do Mar Negro,  a exemplo de Sochi  já  que após o colapso da URSS, os tradicionais resorts da Crimeia e da Geórgia ficaram fora das fronteiras nacionais russas. O aeroporto mais próximo é Vitiazevo (AAQ).

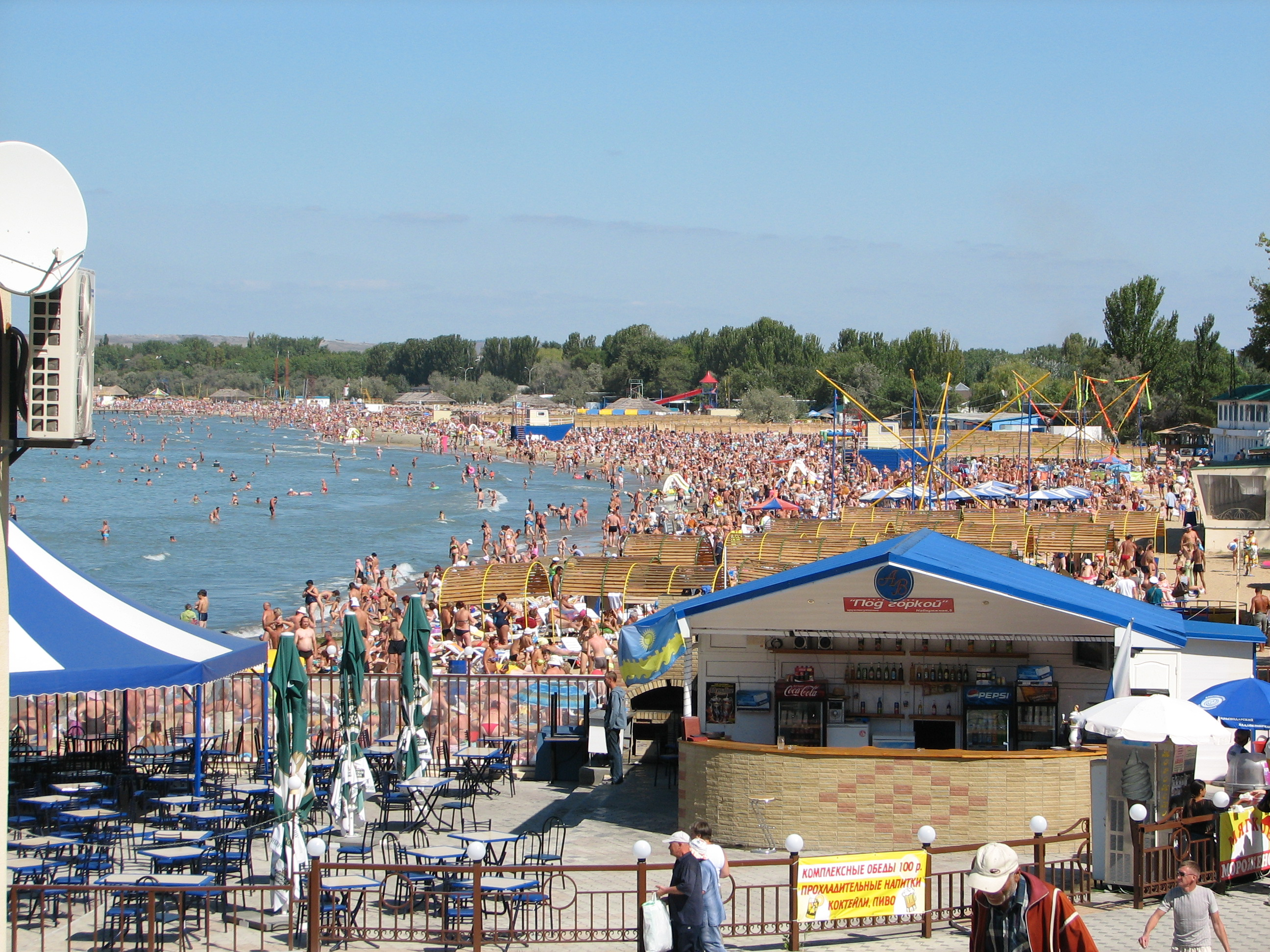
Praia em Anapa.

Como várias outras cidades turísticas da costa do Mar Negro, Anapa tem um clima quente, com muito sol, e belas praias, mas que raramente atraem turistas estrangeiros, por causa de sua modesta infraestrutura e falta de ligação a cidades importantes como Moscou ou Krasnodar. Mas,  para os russos, Anapa permanece como uma opção atraente e barata.

## História
A região de Anapa foi colonizada na Antiguidade. Inicialmente foi um grande porto, Sinda. A colônia de Gorgípia foi construída na área do porto, no século VI a.C., pelos gregos pônticos, que, no século IV a.C., lhe deram o nome de um rei do Bósforo, Gorgipo. Ao longo dos séculos II e III  a.C., Gorgípia prosperou, assim como sua guilda de armadores, que controlava o comércio marítimo na parte oriental do Mar Negro. Uma bela estátua de Neokles (um potentado local, o filho de Herodoros) foi descoberta por arqueólogos russos e está agora exposta no Museu de São Petersburgo. Gorgippia foi habitada até o século III, quando foi invadida por tribos nômades de origem circassiana. Essas tribos  deram a Anapa o seu nome atual.
Em 1300, a cidade foi colonizada pela república de Gênova e foi renomeade de "Mapa". A ocupação perdurou até a conquista Otomana, em 1475.A fortaleza foi repetidamente atacado pelo Império Russo e foi praticamente destruída durante o cerco a última em 1829. A cidade foi passado para a Rússia após o Tratado de Adrianópolis em 1829.
A cidade foi totalmente destruída pela Alemanha Nazista , com ajuda de tropas da Romênia entre 30 de agosto e 22 de setembro de 1942, durante a 2ª Guerra Mundial.

## Pontos Turísticos

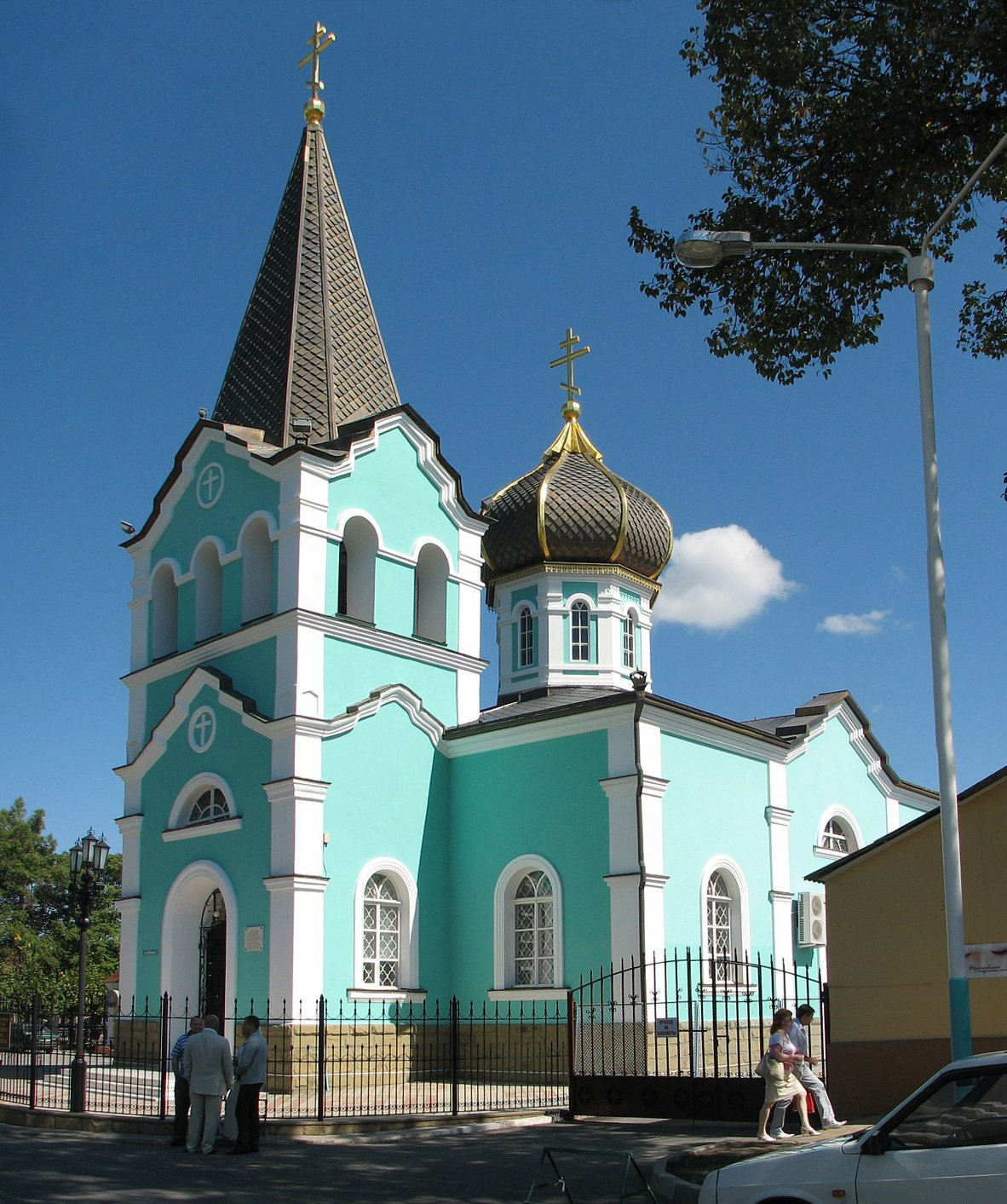
Igreja de St. Onuphrius, fundada em 1829
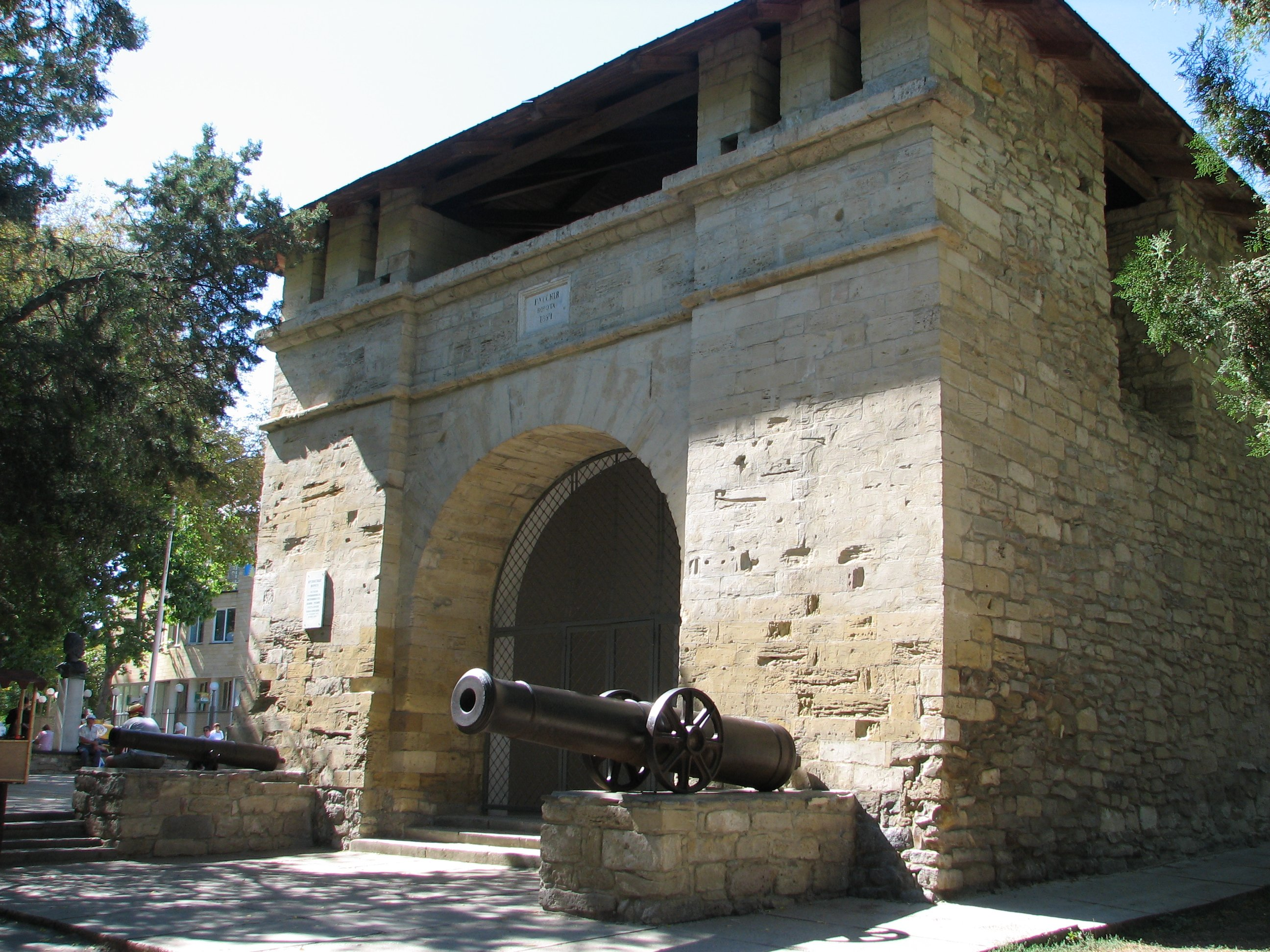
Muros do Forte Otom

## Geminações
- Novy Urengoy , Iamália, Rússia
- Kizlyar, Daguestão, Rússia
- Gomel, Voblast de Homiel, Bielorrússia
- Riccione, Emília-Romanha, Itália [2]

## Esporte
A cidade de Anapa é a sede do Estádio Spartak e do FC Spartak-UGP Anapa, que participa do Campeonato Russo de Futebol.